# Gowarzewo
Gowarzewo (prononciation : [ɡɔvaˈʐɛvɔ], en allemand : Ebenhausen) est un village polonais de la gmina de Kleszczewo dans le powiat de Poznań de la voïvodie de Grande-Pologne dans le centre-ouest de la Pologne.

## Géographie
Il se situe à environ 4 kilomètres au nord-ouest de Kleszczewo (siège de la gmina) et à 15 kilomètres à l'est de Poznań (siège du powiat et capitale régionale).
De 1975 à 1998, le village faisait partie du territoire de la voïvodie de Poznań.

Depuis 1999, Gowarzewo est situé dans la voïvodie de Grande-Pologne.
Le village possède une population de 1 312 habitants en 2014.